# جون إل. باركلي
جون إل. باركلي (بالإنجليزية: John L. Barkley) هو عسكري أمريكي، ولد في 28 أغسطس 1895 في كانساس سيتي في الولايات المتحدة، وتوفي في 14 أبريل 1966.